# Cá chồn mập lùn
Spectrunculus grandis là một loài cá vây tia trong họ Ophidiidae được biết đến với tên gọi thông thường Cá chồn mập lùn và Cá chồn lớn. Đây là một trong hai loài trong chi trước đây là đơn loài Spectrunculus; loài còn lại - Spectrunculus crassus - đã được phân loại trong năm 2008.
Cá chồn mập lùn là loài cá phổ biến của đại dương sâu trên toàn thế giới. Nó sống ở tần đáy biển, dọc theo đáy đại dương thường xuyên nhất ở độ sâu từ 2.000 đến 3.000 mét, và được biết đến từ vùng biển sâu tới 4.800 mét. Nó là một trong những loài cá xương lớn nhất sống dưới độ sâu 2.000 mét, với chiều dài lên đến 127 cm. Cá đực lớn hơn cá cái và có màu tối hơn. Nó có một cơ thể hẹp theo bề ngang. Cá thay đổi màu sắc từ nhạt với vây màu trắng với màu nâu sáng đến nâu sẫm, cá thể từ Đại Tây Dương biển thường nhạt trong khi Thái Bình Dương mẫu thường tối hơn.